# 安峰山
安峰山（1970年—），河南省许昌市人，曾任中共中央台湾工作办公室（简称中共中央台办）宣传局副局长。現任中國傳媒大學媒介與公共事務研究院副院長、台港澳與國際事務研究中心副主任。

## 个人经历
1970年出生，1988年就读于北京大学国际政治系，法学硕士。曾在北京大学留校工作，1994年底通过首届国家公务员考试进入中共中央台办，长期在宣传局工作，2014年5月任中共中央台办宣传局副局长，2015年10月起在宣传局副局长任上兼任新闻发言人。正式接替屆齡退休的范麗青。
2019年9月，安峰山因家庭因素及個人生涯規畫請辭，转任新希望集团首席品牌官兼集团党委副书记。同年9月26日，受聘担任中国传媒大学媒介与公共事务研究院高级研究员。

## 发言争议
2017年9月13日，安峰山在记者会上连引3篇古文诗句捍卫文言文，直言遇感情挫折，不要只会说「蓝瘦香菇」。他强调，台湾有些势力在教育和文化领域搞「去中国化」，本质就是要「灭其文、灭其史」，图谋割裂台湾与中华文化血脉联繫，这种做法是不得人心的。对此，《中国密报》第62期指，安峰山称颂“中华文化”伟大，却“忘记了半个多世纪以来致力于打击、摧残、毁灭中华传统文化的，正是他为之效忠、为之服务的中共政权”。《密报》声称安峰山需要学习文革史，认为毛泽东和红卫兵的做法才是“灭其文”、“灭其史”。
2018年5月10日，安峰山回应台北市长柯文哲接受电台专访，就「兩岸一家親」、「床頭吵床尾和」等言論道歉一事，表示台北市方面已作出澄清，任何挑撥、製造兩岸同胞對立的圖謀，都是不可能得逞的。柯文哲回应说，他得声明，中共中央台办发言他没办法控制。
2018年5月30日，安峰山在被问及台湾当前蓝绿对立的情势时说，该让国民党、民进党和共產党一起来比赛，谁更加爱臺湾，这样的话能够让老百姓有更多的选择。一个制度的吸引力，关键在于能给老百姓提供更好的发展机会和更大的发展空间，空喊爱台湾是骗不过老百姓的眼睛。
对此说法，台湾《自由時報》有评论称，不管從個別學者（比如美国国际关系学者法兰西斯·福山、新加坡中国政治学者郑永年和“软实力”之父约瑟夫·奈尔等）或從亞洲國家、或長期旅居中國大陆的台灣人，或中國大陆人本身，對中國大陆的「制度」或「中國模式」都不具吸引力。根據2016年一項針對中國大陆及亞洲地區12個國家的調查研究，僅有7.7%的受訪民眾認為「中國模式」值得作為該國未來發展學習的典範；如以個別國家來看，沒有一個國家優先選擇「中國模式」，中國大陆民眾也偏好美國等民主國家所生活的自由、民主、法治與人權制度。

## 外部連結
- 国台办新闻发布会视频 （页面存档备份，存于）
- 国台办新闻发布会辑录 （页面存档备份，存于）